# 茲比尼
48°47′27″N 22°56′49″E / 48.79083°N 22.94694°E
茲比尼（烏克蘭語：Збини），是烏克蘭西部的村莊，隸屬外喀爾巴阡州的穆卡切沃區。該村面積0.68平方公里，海拔高度444米，2001年人口221，人口密度每平方公里323.1人。